# Elegeion
Elegeion – australijski zespół muzyczny grający atmosferyczny gothic metal z elementami doom i black metalu, założony w 1995 roku.
W swoich piosenkach poruszają głównie temat smutku i melancholii. Dotychczas zespół wydał trzy albumy: Odyssey Into Darkness, Through The Eyes Of Regent i The Last Moment.

## Muzycy
Obecni członkowie
- Anthony Kwan – wokal, gitara
- Dieudonnee – wokal
- George Van Doorn – bas
- Scott Williams – gitara

Byli członkowie
- Oneil Alexander – perkusja
- James Wallbridge – perkusja, bas, gitara akustyczna
- Myles Barlow – dobosz
- Natasha Martincic – śpiew
- Justin Hartwig – gitara
- Morbius Warseth – growl
- Chris Kwan – dobosz
- Iain Huntley – bas

## Dyskografia
- Induction to Eternal Rest... (demo, 1996)
- Odyssey Into Darkness (EP, 1997)
- Through The Eyes of Regent (2001)
- For Blacker Things (EP, 2003)
- The Last Moment (2005)